# Aleksei Markushevich
Alexei Ivanovich Markushevich (em russo:  Алексей Иванович Маркушевич; Petrozavodsk, 2 de abril de 1908 – 7 de junho de 1979) foi um matemático e historiador da matemática soviéticos.
Markushevich frequentou até 1930 a Universidade Nacional do Uzbequistão em Tashkent, até 1934 recebeu uma aspirantura na Universidade Estatal de Moscou, trabalhando com Mikhail Lavrentyev, onde lecionou a partir de 1935, e onde foi professor de 1946 até sua morte em 1979.

## Obras
- Editor com Pavel Alexandrov et al. Enzyklopädie der Elementarmathematik. 5 Volumes (= Hochschulbücher für Mathematik, Volumes 7–11). Deutscher Verlag der Wissenschaften, Berlim 1977–1980 (primeira edição 1956).
- Entire Functions. American Elsevier, 1966.
- Introduction to the Classical Theory of Abelian Functions. AMS, Providence 1992.
- Theory of functions of a complex variable. 2 Volumes. Prentice-Hall, 1965.
- Komplexe Zahlen und konforme Abbildungen. 2.ª Edição. Deutscher Verlag der Wissenschaften, Berlim 1965.
- Rekursive Folgen. 4.ª Edição. Berlim 1977.
- Die Arbeiten von C. F. Gauß über Funktionentheorie. In: Hans Reichardt (Ed.): C. F. Gauss. Gedenkband anlässlich des 100. Todestages am 23. Februar 1955. Teubner, Leipzig 1957, p. 151–182.
- Skizzen zur Geschichte der analytischen Funktionen (= Hochschulbücher für Mathematik. Volume 16). Deutscher Verlag der Wissenschaften, Berlim 1955.
- A. N. Kolmogorov, A. P. Juschkewitsch (Ed.), B. L. Laptew, B. A. Rosenfeld, A. I. Markushevich: Mathematics of the 19th Century. Geometry, analytic function theory. Birkhäuser, Basel 1996. Er verfasste darin den Abschnitt Analytic Function Theory.
- Bemerkenswerte Kurven. Deutscher Verlag der Wissenschaften, Berlim 1954.
- Flächeninhalte und Logarithmen (= Mathematische Schülerbücherei. Volume 43). Deutscher Verlag der Wissenschaften, Berlim 1955.